# Allgemeiner Deutscher Beamtenbund
Der Allgemeine deutsche Beamtenbund (ADB) war ein 1922 gegründeter Dachverband von Beamtengewerkschaften und -fachverbänden. Er entstand im Wesentlichen als Abspaltung vom Deutschen Beamtenbund (DBB) und bildete neben ADGB und AfA-Bund die dritte Säule der freigewerkschaftlichen Gewerkschaftsbewegung während der Weimarer Republik. Im April 1933 löste sich die Organisation selbst auf.

## Entstehung
Zur Vorgeschichte der Organisation gehören interne Konflikte im DBB um die Haltung zum Eisenbahnbeamtenstreik von 1922. Nachdem sich die Mehrheit des Beamtenbundes gegen den Streik von Beamten ausgesprochen hatte, verließen eher links orientierte Organisationen wie die Reichsgewerkschaft deutscher Eisenbahnbeamter, die den Streik von 1922 organisiert hatte, den deutschen Beamtenbund.
Diese Verbände gründeten am 8. Juni 1922 den Allgemeinen deutschen Beamtenbund. Im Jahr 1923 schloss dieser mit dem ADGB und dem AfA-Bund einen Organisationsvertrag. Allerdings hat die SPD angesichts der Tatsache, dass es auch im DBB weiterhin Sozialdemokraten gab, erst 1930 den ADB als alleinige Beamtenvertretung der SPD anerkannt.

## Selbstverständnis
Inhaltlich vertrat der ADB die These von der Einheitsfront von Arbeitern, Angestellten und Beamten. Die Beamten sah die Organisation als eine besondere Form der Arbeitnehmer und beanspruchte vergleichbare Rechte. Die Organisation lehnte eine Einschränkung der bürgerlichen Rechte der Beamten ab. Gleichzeitig aber forderte der ADB die Aufrechterhaltung des Berufsbeamtentums und damit die lebenslange Anstellung und Pensionsanspruchs. Gleichzeitig fordert der Bund Anwendung des allgemeinen Arbeitsrechtes in einer Reihe von Fragen wie der Arbeitszeitregelung, der Garantie des Koalitionsrechtes und des Schlichtungswesens.
In Hinblick auf das Streikrecht hielt der ADB zwar grundsätzlich an dessen Beanspruchung fest, schränkte diesen allerdings mit Hinweis auf aktuelle Rechtslage in der Praxis ein: „Der Beamte hat grundsätzlich volles Koalitionsrecht einschließlich Streikfreiheit wie alle anderen Arbeitnehmer. Da er nach heutiger Rechtslage keinen Gebrauch von der Streikbefugnis machen kann, ohne seine Dienstpflicht zu verletzen und damit die Gegenwirkung (Disziplinarverfahren und Entlassung) auszulösen, ist für ihn die rechtliche Regelung des kollektiven Wirtschaftskampfes besonders dringlich. Sie muss für alle Arbeitsverhältnisse die Bedingungen festlegen, unter denen Anordnungen der Gewerkschaft den einzelnen von persönlicher Verpflichtung befreien.“ Tatsächlich blieb die Forderung nach Mitbestimmung ein wichtiger Aspekt der Gewerkschaftsarbeit. Noch 1927 forderte der ADB eine gesetzliche Regelung von Beamtenräten.
Insbesondere die Personalabbauverordnung von 1923 aber auch das tief verwurzelte Standesdenken selbst bei unteren und technischen Beamten führte dazu, dass der ADB an Attraktivität zu Lasten des DBB verlor. Dieser hatte sich in den ersten Jahren der Republik auch zu einer Zusammenarbeit mit anderen Arbeitnehmergruppen bekannt, grenzte sich aber immer mehr von diesen ab.

## Mitgliederentwicklung
Dies machte sich in der Mitgliederentwicklung bemerkbar. Im Jahr 1922 hatte der ADB etwa 350.000 Mitglieder. Der DBB kam auf 744.000 Mitglieder. Im weiteren Verlauf sanken die Mitgliederzahlen des ADB bis 1932 auf 171.000 deutlich ab. Dagegen kam der DBB vor allem durch Zusammenschlüsse mit anderen Organisationen nunmehr auf 993.000.

## Folgen des Scheiterns der freien Beamtenbewegung
Der Niedergang der freigewerkschaftlichen Beamtenbewegung hatte zur Folge, dass Impulse zur Republikanisierung und Demokratisierung der Verwaltung und der staatlichen Unternehmen, die vom ADB hätten ausgehen können, nicht wirksam werden konnten. Gleichzeitig verstärkte das faktische Scheitern einer freigewerkschaftlichen Beamtenbewegung die Tendenzen in der SPD sich von der im Görlitzer Programm beschworenen Entwicklung zu einer Volkspartei wieder abzuwenden und sich auf die Arbeiter zu konzentrieren.

## Der ADB in der Endphase der Republik
Der Vorsitzende des ADB Albert Falkenberg sah in diesem Scheitern bereits 1930 die Gefahr, dass sich die Beamten entweder der NSDAP zuwenden würden, oder „mit den Händen an der Hosenaht, den Diktator an der Bürotür empfangen würden.“ Der ADB wurde bereits vor der Machtergreifung im Reich von der NSDAP bekämpft. So wurde die Organisation 1930 durch den thüringischen Innenminister Wilhelm Frick als politische Vereinigung eingestuft und den so den Polizeibeamten des Landes die Mitgliedschaft untersagt. Der ADB beteiligte sich seit 1931 wie ADGB und AfA-Bund an der Bildung von sogenannten „Hammerschaften“ zur Abwehr der Nationalsozialisten in den Betrieben. Nachdem nach dem Beginn der Zeit des Nationalsozialismus verschiedene Teilorganisationen aus dem ADB austraten, löste sich der Bund am 6. April selbst auf.